# Нагірянський цвинтар (Бучач)
Нагірянський цвинтар — некрополь колишнього села Нагірянка (тепер у межах Бучача). Один з діючих цвинтарів у місті. Оточує парафіяльну Церкву святого Архістратига Михаїла.

## Історичні відомості
Точний час заснування невідомий. Можна припустити, що він збігається з часом появи церкви в селі.

## Поховання

### Могили УСС та вояків УГА

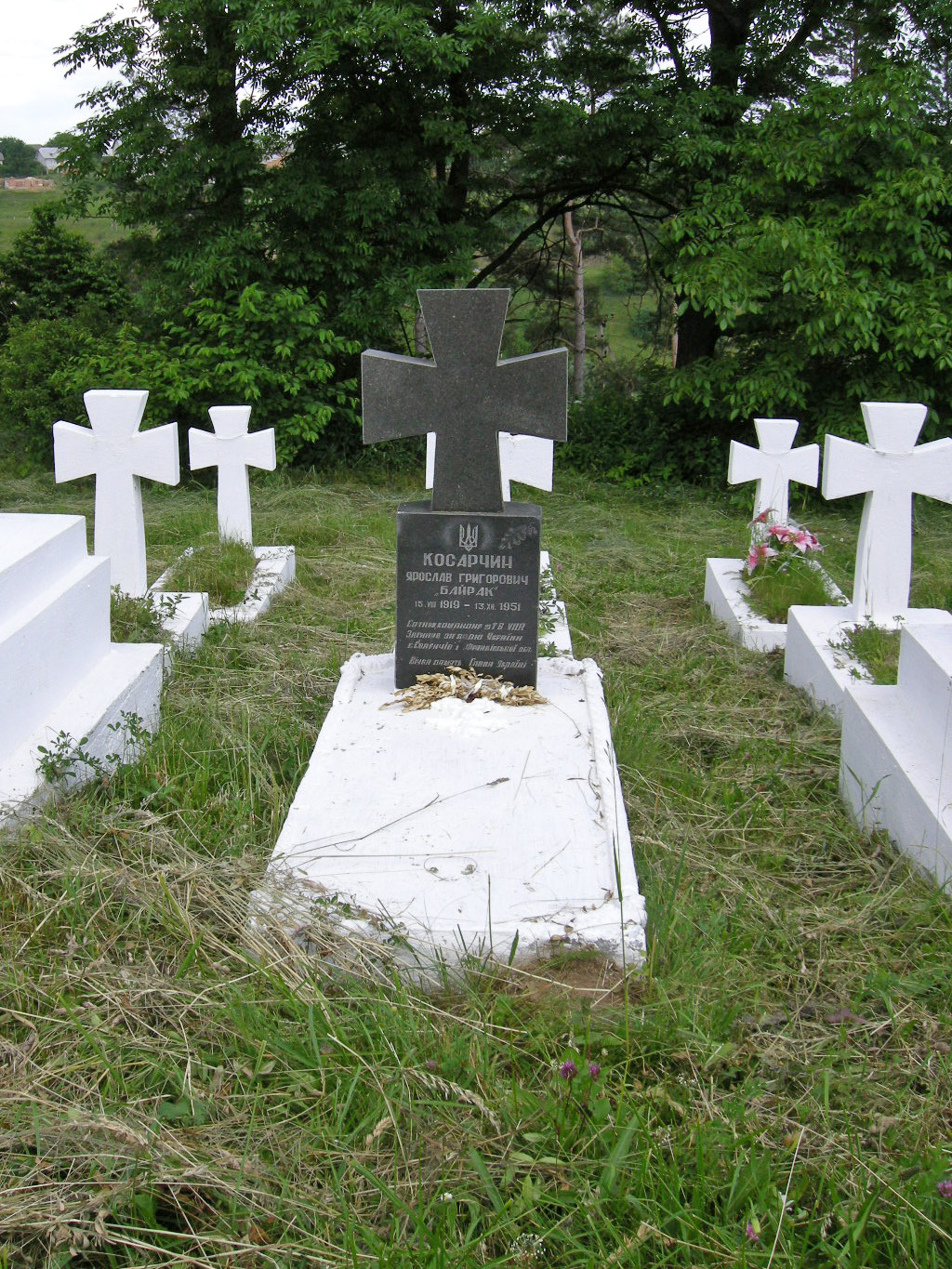
Могила Ярослава Косарчина

У східній частині цвинтаря є могили Українських січових стрільців, воїнів Української галицької армії (1914–1918) — пам'ятка історії місцевого значення (охоронний номер 1345). Меморіальний комплекс складається з центрального пам'ятника з написом «За волю України 1918–1919» з дерев'яним хрестом. Ліворуч від нього — 12 безіменних могил і могили
- Юліана Гишки та його братів та сестри,
- Ярослава Косарчина «Байрака»,
- районного провідника ОУН-УПА Володимира Луціва з родиною.

Праворуч — ще 24 безіменні могили.

### Окремі поховання
- Ганкевич Володимир
- Нестайко Денис Порфирович
- Крижановський Гавриїл
- Курилович Михаїл
- Нагірянський Володимир — майстер золототкацтва
- Василь Вовк

## Галерея

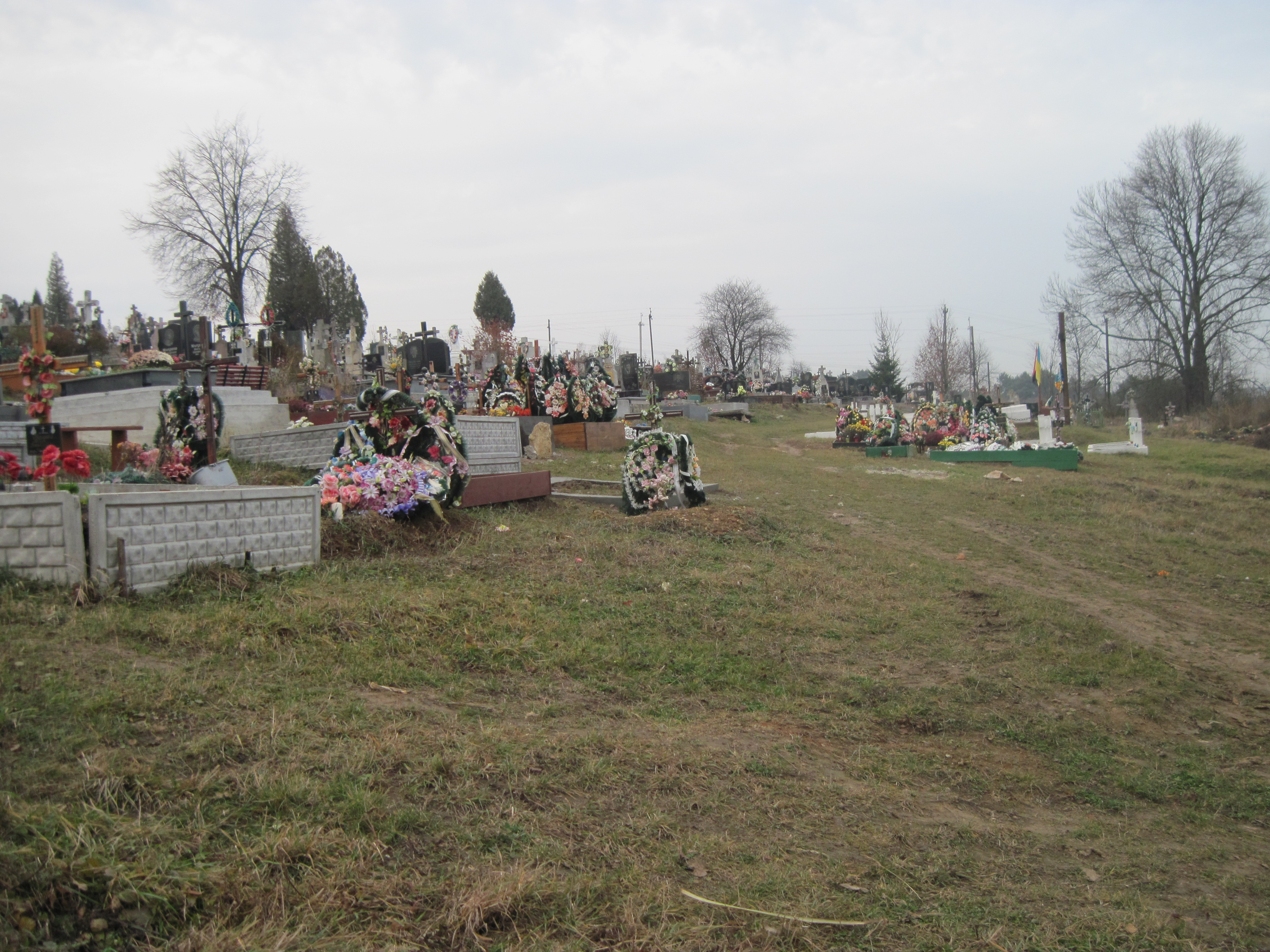
осінь 2014
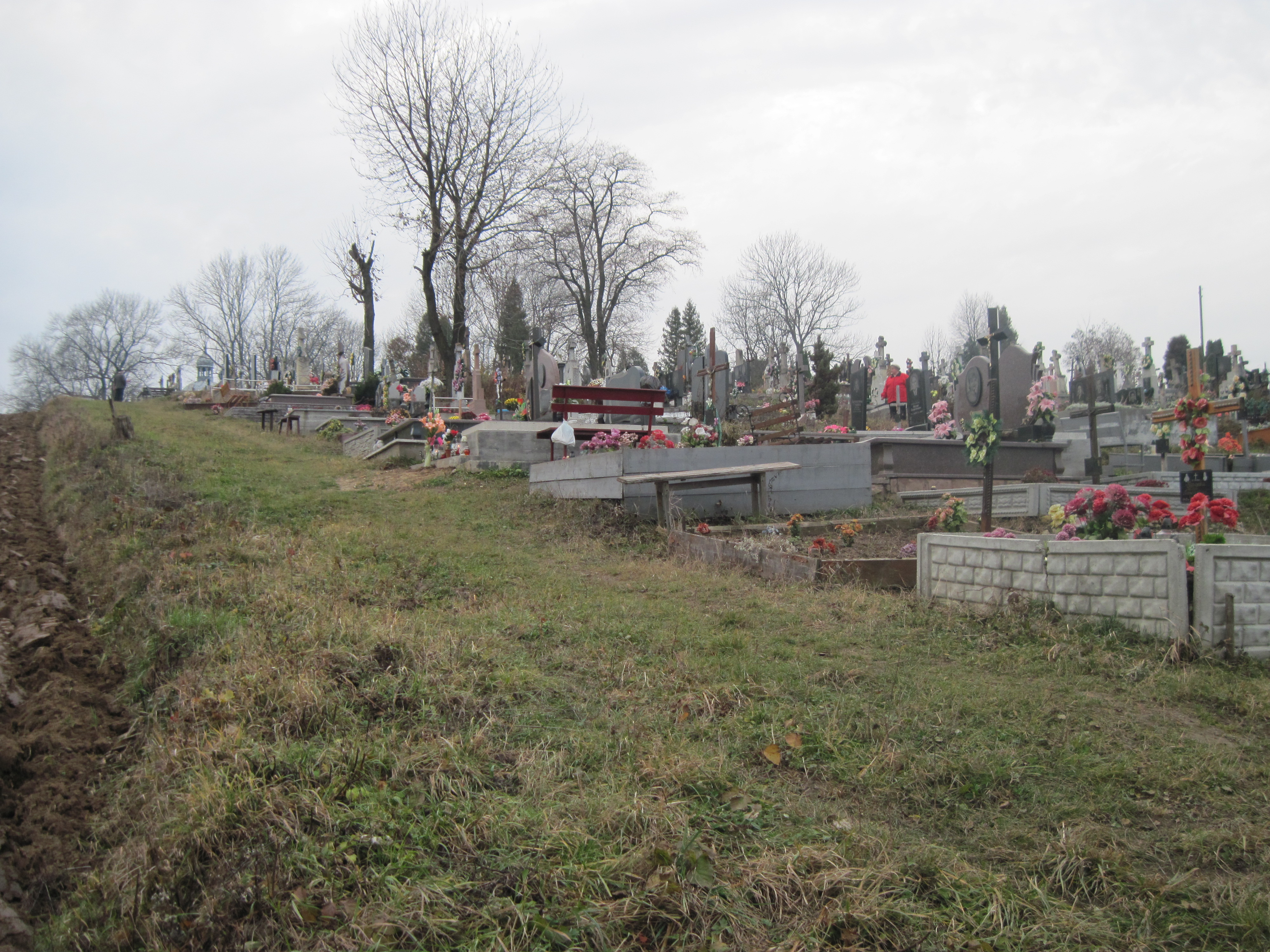
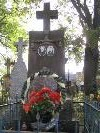
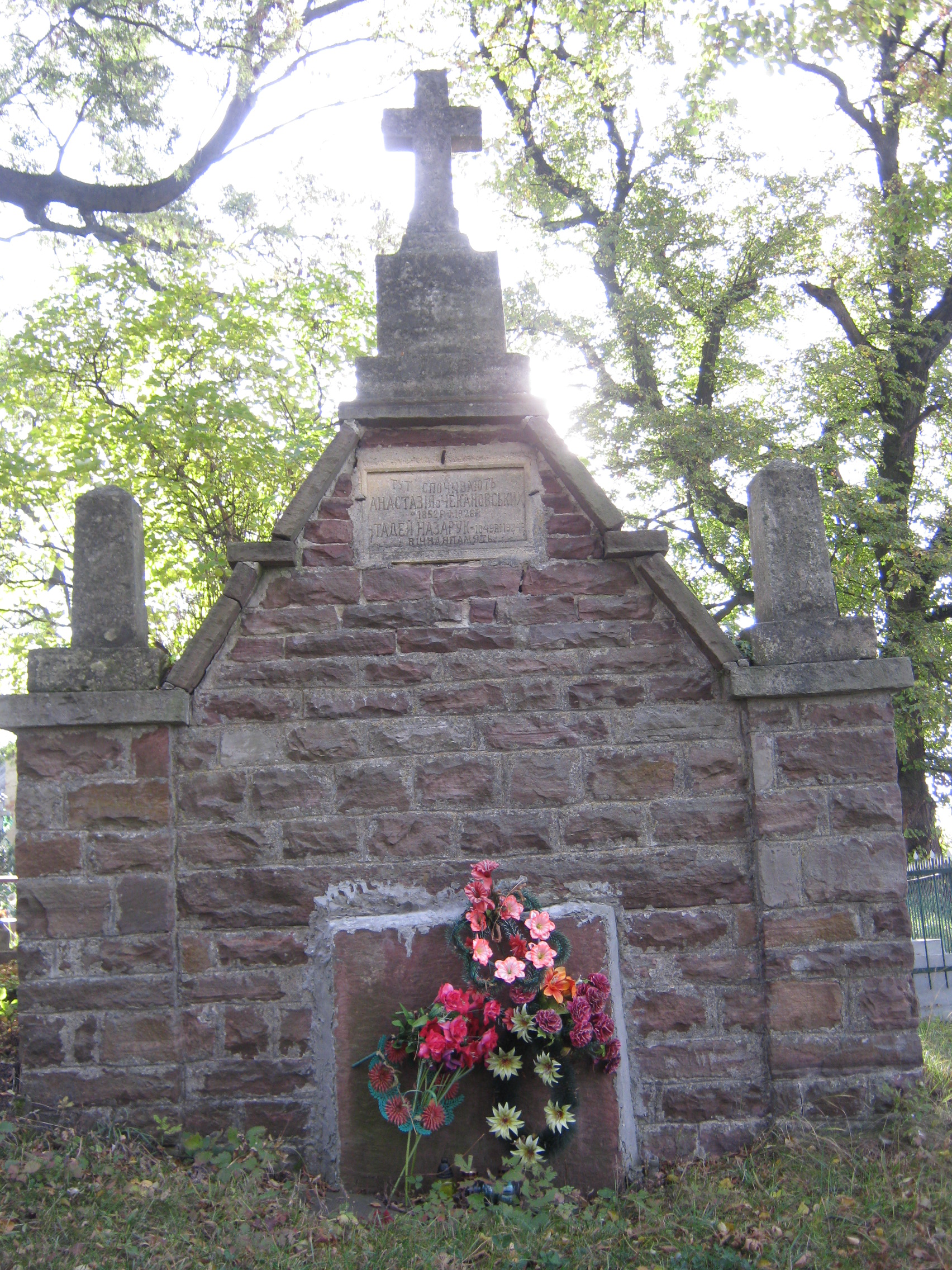
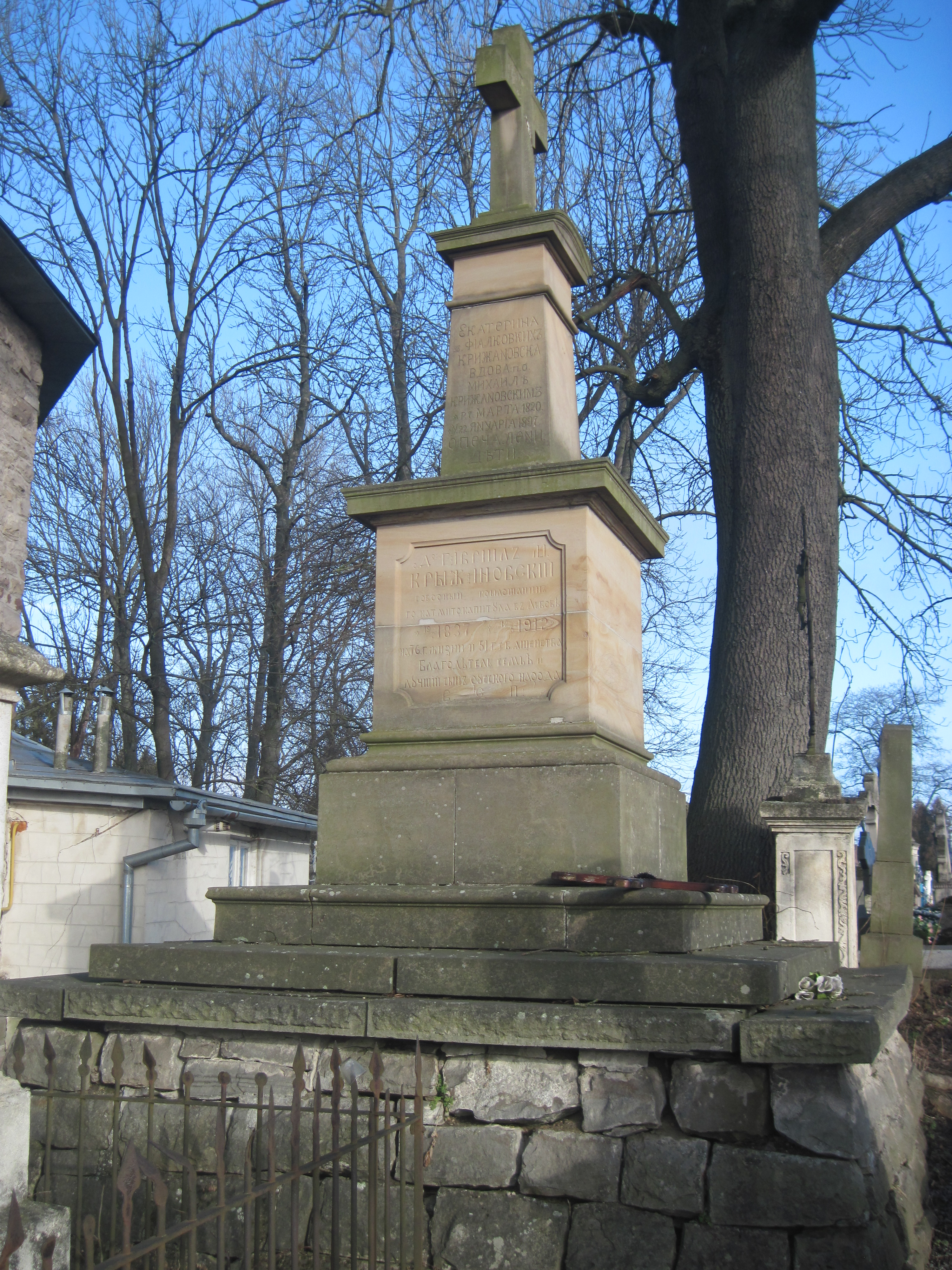
Надгробок Г. Крижановського
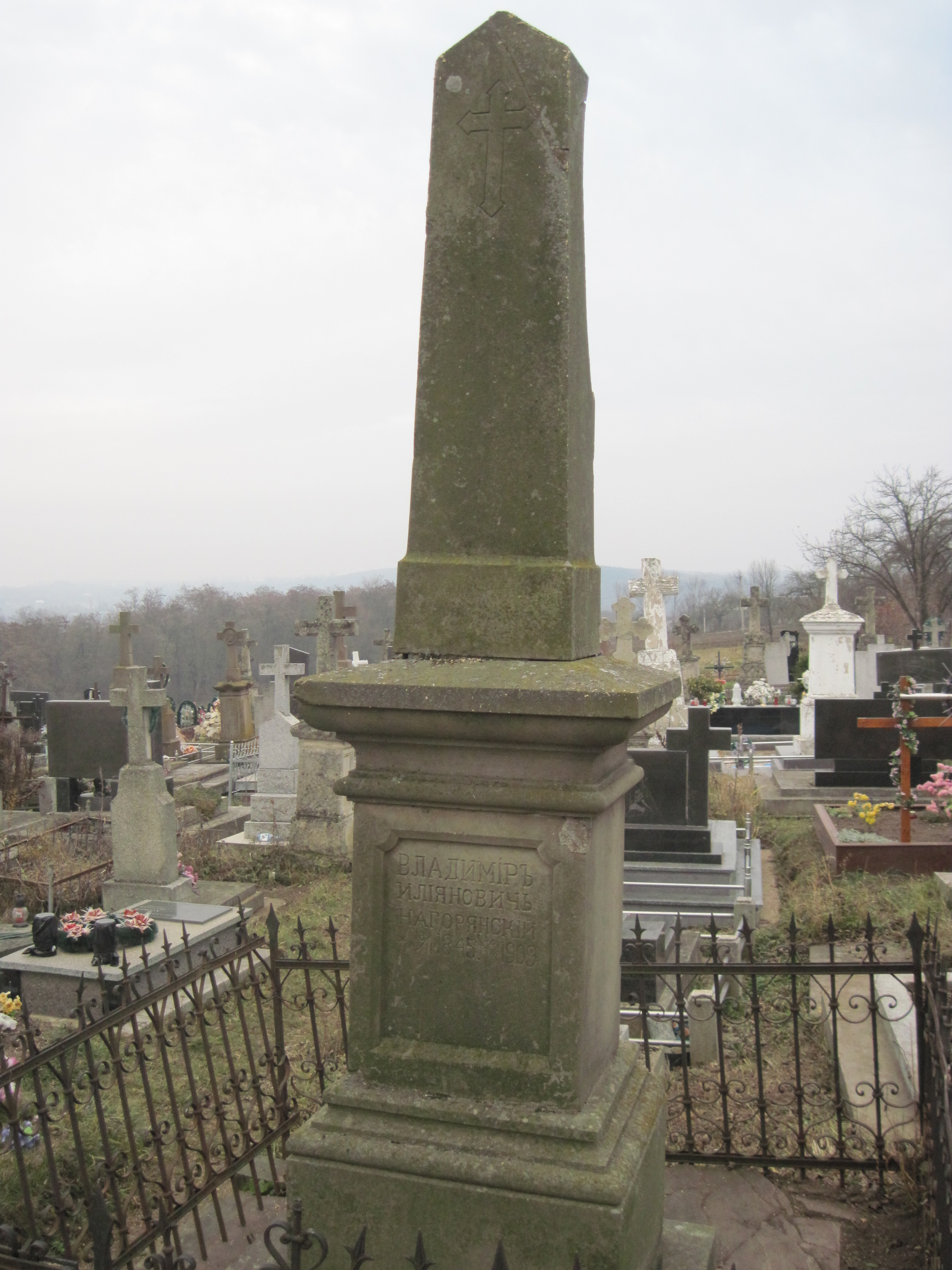
Могила В. Нагорянського
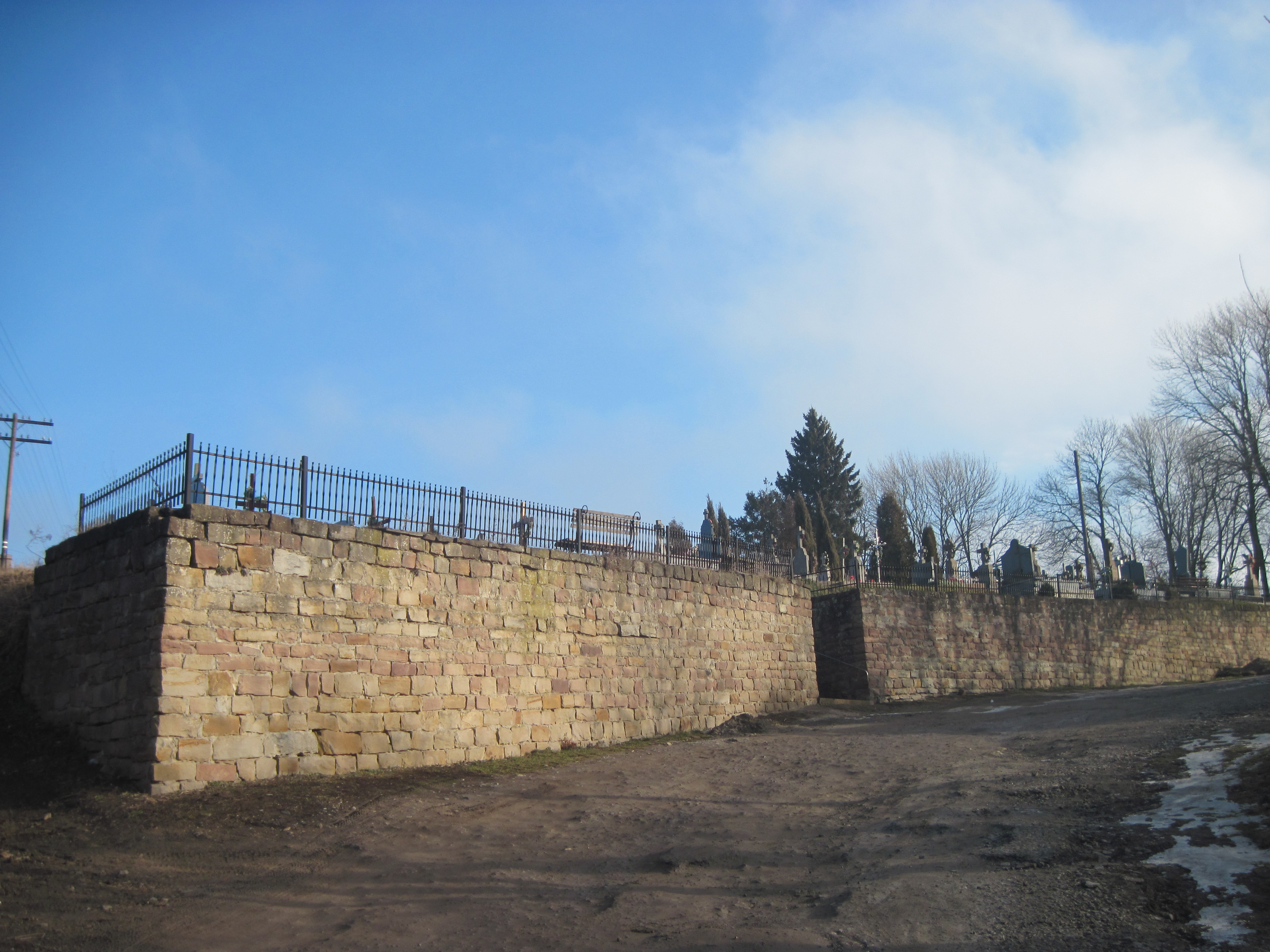
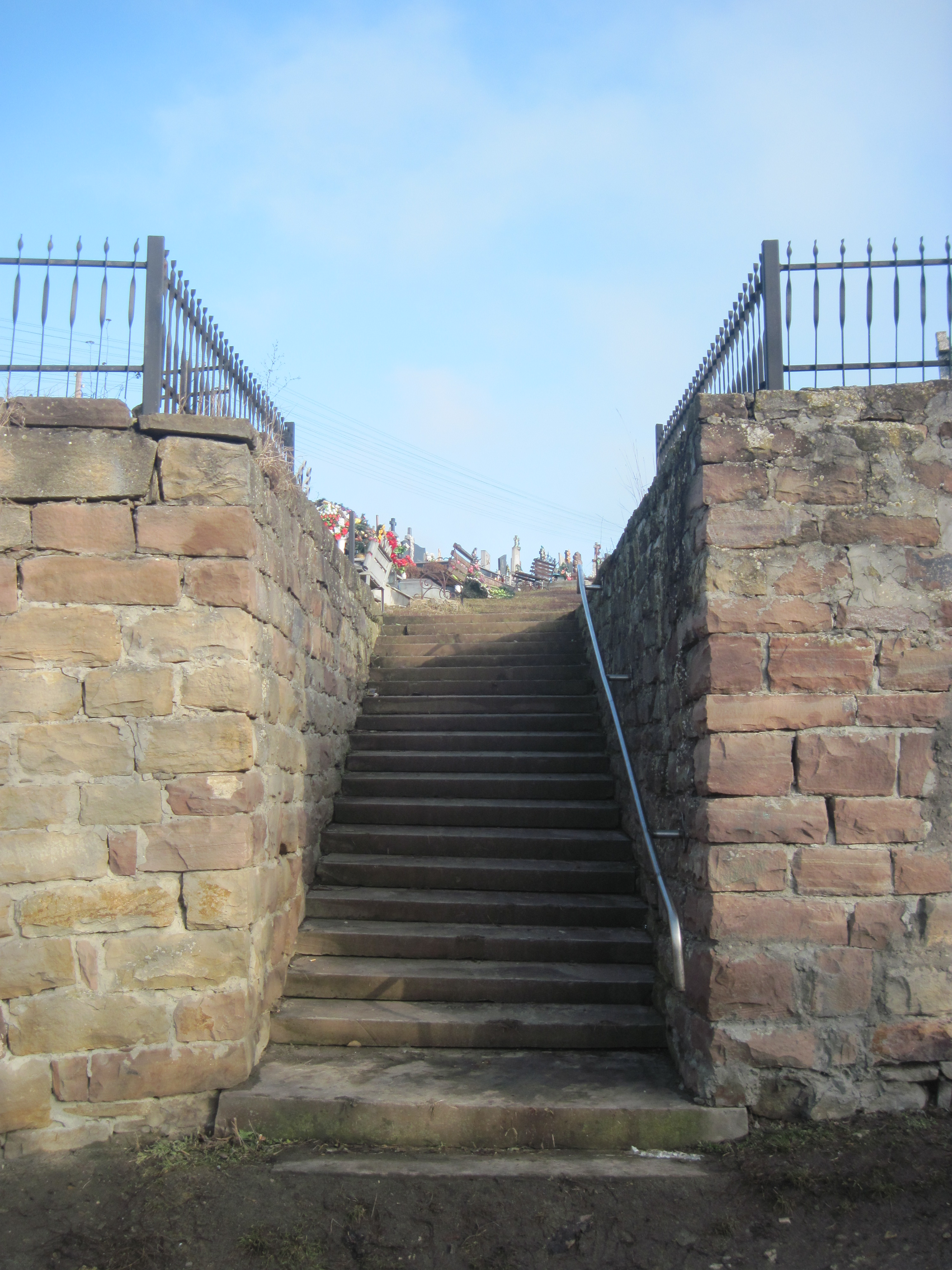
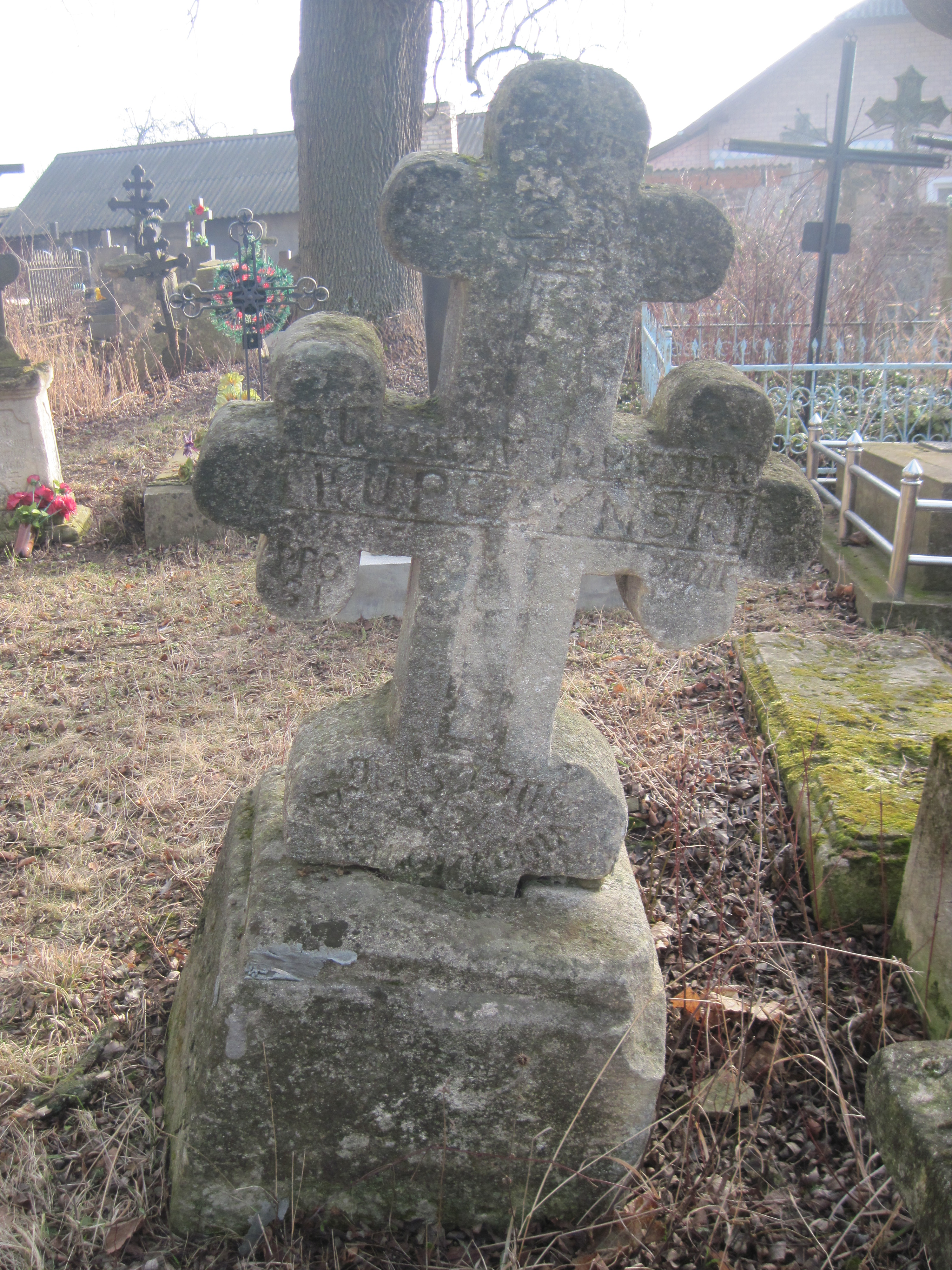
Старий надгробок